# Садда (Кыргызстан)
Садда (кирг. Садда) — село в Сузакском районе Джалал-Абадской области Кыргызстана. Входит в состав Сузакского айылного аймака.

## География
Село расположено в юго-восточной части области, на правом берегу реки Кёгарт, на расстоянии приблизительно 1 километра (по прямой) к северу от села Сузак, административного центра района. Абсолютная высота — 749 метров над уровнем моря.

## Население
Согласно оценочным данным Национального статистического комитета Кыргызской Республики, численность населения села на начало 2023 года составляла 1245 человек.
| год     | 2009 | 2014 | 2015 | 2020 | 2021 | 2023 |
| ------- | ---- | ---- | ---- | ---- | ---- | ---- |
| человек | 828  | 893  | 911  | 1130 | 1166 | 1245 |